# National Basketball League (Australia)
La National Basketball League, o Liga de Baloncesto de Australia, es la máxima competición profesional de baloncesto de Australia. Fue creada en el año 1979, y en la actualidad la disputan diez equipos, nueve ubicados en ciudades australianas y otro en Auckland, Nueva Zelanda.

## Historia
La liga dio comienzo en 1979, jugando en la temporada de invierno (de abril a septiembre), algo que hizo en sus 20 primeras ediciones, hasta 1998. Al año siguiente se cambiaron las fechas de la competición, pasando a disputarse en verano (de octubre a abril), para evitar competir con el fútbol australiano.
Los mejores años de la liga fueron a finales de los 80 y principios de los 90, para verse poco después condicionada por los problemas económicos que hicieron que varios equipos desaparecieran y otros se trasladaran a instalaciones más pequeñas para recortar costes. El patrocinador de la liga era entonces Mitsubishi Motors, que lo dejó cuando la cadena de televisión ABC dejó de retransmitir los partidos, lo que dejó a la liga al borde de la desaparición.
A pesar de todo ello, al comienzo de la temporada 2004-05 la liga alcanzó un acuerdo con la cadena FOX Sports para la retransmisión de los partidos para Australia, y llegó a un acuerdo de patrocinio con la multinacional Philips. En 2007 la marca dejó de patrocinar a la liga, debido a desacuerdos en el tema económico de la esponsorización. El 18 de septiembre de 2007, la National Basketball League anunció el nombre del nuevo patrocinador, Hummer.

## Equipos
| Equipo                       | Ciudad     | Estado               | Pabellón                                | Capacidad | Fundado | Entrenador     |
| ---------------------------- | ---------- | -------------------- | --------------------------------------- | --------- | ------- | -------------- |
| Adelaide 36ers               | Adelaida   | Australia Meridional | Titanium Security Arena                 | 8,000     | 1982    | Joey Wright    |
| Brisbane Bullets             | Brisbane   | Queensland           | Brisbane Convention & Exhibition Centre | 4,000     | 1979    | Andrej Lemanis |
| Brisbane Bullets             | Brisbane   | Queensland           | Brisbane Entertainment Centre           | 14,500    | 1979    | Andrej Lemanis |
| Cairns Taipans               | Cairns     | Queensland           | Cairns Convention Centre                | 5,300     | 1999    | Mike Kelly     |
| Illawarra Hawks              | Wollongong | Nueva Gales del Sur  | WIN Entertainment Centre                | 6,000     | 1979    | Rob Beveridge  |
| Melbourne United             | Melbourne  | Victoria             | Hisense Arena                           | 10,500    | 1984    | Dean Vickerman |
| Melbourne United             | Melbourne  | Victoria             | State Netball and Hockey Centre         | 3,500     | 1984    | Dean Vickerman |
| New Zealand Breakers         | Auckland   | Nueva Zelanda        | North Shore Events Centre               | 4,400     | 2003    | Kevin Braswell |
| New Zealand Breakers         | Auckland   | Nueva Zelanda        | Spark Arena                             | 9,300     | 2003    | Kevin Braswell |
| Perth Wildcats               | Perth      | Australia Occidental | Perth Arena                             | 14,846    | 1982    | Trevor Gleeson |
| South East Melbourne Phoenix | Melbourne  | Victoria             | Melbourne Arena                         | 10,500    | 2019    | Simon Mitchell |
| Sydney Kings                 | Sídney     | Nueva Gales del Sur  | Qudos Bank Arena                        | 18,200    | 1988    | Andrew Gaze    |
| Tasmania JackJumpers         | Hobart     | Tasmania             | MyState Bank Arena                      | 5,000     | 2020    | Scott Roth     |
| Tasmania JackJumpers         | Hobart     | Tasmania             | Silverdome                              | 5,000     | 2020    | Scott Roth     |

### Equipos desaparecidos
- Canberra Cannons (1979-2003)
- Geelong Supercats (1982-1996)
- Glenelg Tigers (1979)
- Gold Coast Rollers / Gold Coast Cougers (1990-1996)
- Hobart Devils (1983-1996)
- Hunter Pirates (2003-2006)
- Launceston Casino City (1980-1982)
- Newcastle Falcons (1979-1999)
- North Melbourne Giants / Coburg Giants (1987-1998)
- Singapore Slingers (2006-2008)
- South Dragons (2006-2009)
- South East Melbourne Magic / St. Kilda Saints / Nunawading Spectres / Eastside Spectres (1992-1998)
- Victoria Titans (1998-2002)
- West Adelaide Bearcats (1979-1984)
- Sydney Spirit / West Sydney Razorbacks (1998-2009)
- Townsville Suns / Townsville Crocodiles (1993-2016)

## Palmarés
| Equipo                     | Títulos | Temporadas                                                 |
| Perth Wildcats             | 10      | 1990, 1991, 1995, 2000, 2010, 2014, 2016, 2017, 2019, 2020 |
| Melbourne Tigers/United    | 6       | 1993, 1997, 2006, 2008, 2018, 2021                         |
| Sydney Kings               | 5       | 2003, 2004, 2005, 2022, 2023                               |
| Adelaide 36ers             | 4       | 1986, 1998, 1999, 2002                                     |
| New Zealand Breakers       | 4       | 2011, 2012, 2013, 2015                                     |
| Canberra Cannons           | 3       | 1983, 1984, 1988                                           |
| Brisbane Bullets           | 3       | 1985, 1987, 2007                                           |
| St Kilda Saints            | 2       | 1979, 1980                                                 |
| North Melbourne Giants     | 2       | 1989, 1994                                                 |
| South East Melbourne Magic | 2       | 1992, 1996                                                 |
| Wollongong/Illawarra Hawks | 2       | 2001, 2025                                                 |
| Tasmania JackJumpers       | 1       | 2024                                                       |
| Launceston Casino City     | 1       | 1981                                                       |
| West Adelaide Bearcats     | 1       | 1982                                                       |
| South Dragons              | 1       | 2009                                                       |

Los equipos en negrita son miembros actuales de la NBL.

## Finales de la NBL
| Temporada | Campeón                    | Resultado | Finalista                   |
| --------- | -------------------------- | --------- | --------------------------- |
| 1979      | St Kilda Saints            | 94 – 93   | Canberra Cannons            |
| 1980      | St Kilda Saints            | 113 – 88  | West Adelaide Bearcats      |
| 1981      | Launceston Casino City     | 75 – 54   | Nunawading Spectres         |
| 1982      | West Adelaide Bearcats     | 80 – 74   | Geelong Cats                |
| 1983      | Canberra Cannons           | 75 – 73   | West Adelaide Bearcats      |
| 1984      | Canberra Cannons           | 84 – 82   | Brisbane Bullets            |
| 1985      | Brisbane Bullets           | 121 – 95  | Adelaide 36ers              |
| 1986      | Adelaide 36ers             | 2 - 1     | Brisbane Bullets            |
| 1987      | Brisbane Bullets           | 2 - 0     | Perth Wildcats              |
| 1988      | Canberra Cannons           | 2 - 1     | North Melbourne Giants      |
| 1989      | North Melbourne Giants     | 2 - 1     | Canberra Cannons            |
| 1990      | Perth Wildcats             | 2 - 1     | Brisbane Bullets            |
| 1991      | Perth Wildcats             | 2 - 1     | Eastside Melbourne Spectres |
| 1992      | South East Melbourne Magic | 2 - 1     | Melbourne Tigers            |
| 1993      | Melbourne Tigers           | 2 - 1     | Perth Wildcats              |
| 1994      | North Melbourne Giants     | 2 - 0     | Adelaide 36ers              |
| 1995      | Perth Wildcats             | 2 - 1     | North Melbourne Giants      |
| 1996      | South East Melbourne Magic | 2 - 1     | Melbourne Tigers            |
| 1997      | Melbourne Tigers           | 2 - 1     | South East Melbourne Magic  |
| 1998      | Adelaide 36ers             | 2 - 0     | South East Melbourne Magic  |
| 1998-99   | Adelaide 36ers             | 2 - 1     | Victoria Titans             |
| 1999-00   | Perth Wildcats             | 2 - 0     | Victoria Titans             |
| 2000-01   | Wollongong Hawks           | 2 - 1     | Townsville Crocodiles       |
| 2001-02   | Adelaide 36ers             | 2 - 1     | West Sydney Razorbacks      |
| 2002-03   | Sydney Kings               | 2 - 0     | Perth Wildcats              |
| 2003-04   | Sydney Kings               | 3 - 2     | West Sydney Razorbacks      |
| 2004-05   | Sydney Kings               | 3 - 0     | Wollongong Hawks            |
| 2005-06   | Melbourne Tigers           | 3 - 0     | Sydney Kings                |
| 2006-07   | Brisbane Bullets           | 3 - 1     | Melbourne Tigers            |
| 2007-08   | Melbourne Tigers           | 3 - 2     | Sydney Kings                |
| 2008-09   | South Dragons              | 3 - 2     | Melbourne Tigers            |
| 2009-10   | Perth Wildcats             | 2 - 1     | Wollongong Hawks            |
| 2010-11   | New Zealand Breakers       | 2 - 1     | Cairns Taipans              |
| 2011-12   | New Zealand Breakers       | 2 - 1     | Perth Wildcats              |
| 2012-13   | New Zealand Breakers       | 2 - 0     | Perth Wildcats              |
| 2013-14   | Perth Wildcats             | 2 - 1     | Adelaide 36ers              |
| 2014-15   | New Zealand Breakers       | 2 - 0     | Cairns Taipans              |
| 2015-16   | Perth Wildcats             | 2 - 1     | New Zealand Breakers        |
| 2016-17   | Perth Wildcats             | 3 - 0     | Illawarra Hawks             |
| 2017-18   | Melbourne United           | 3 - 2     | Adelaide 36ers              |
| 2018-19   | Perth Wildcats             | 3 - 1     | Melbourne United            |
| 2019-20   | Perth Wildcats             | 2 - 1     | Sydney Kings                |
| 2020-21   | Melbourne United           | 3 - 0     | Perth Wildcats              |
| 2021-22   | Sydney Kings               | 3 – 0     | Tasmania JackJumpers        |
| 2022-23   | Sydney Kings               | 3 – 2     | New Zealand Breakers        |
| 2023-24   | Tasmania JackJumpers       | 3 – 2     | Melbourne United            |
| 2024-25   | Illawarra Hawks            | 3 – 2     | Melbourne United            |